# Aliquippa
Aliquippa es una ciudad ubicada en el condado de Beaver en el estado estadounidense de Pensilvania. En el año 2000 tenía una población de 11 734 habitantes y una densidad poblacional de 1107,7 personas por km².

## Geografía
Aliquippa se encuentra ubicada en las coordenadas 40°36′54″N 80°15′47″O / 40.61500, -80.26306.

## Demografía
Según la Oficina del Censo en 2000 los ingresos medios por hogar en la localidad eran de $25 113 y los ingresos medios por familia eran $34 003. Los hombres tenían unos ingresos medios de $27 954 frente a los $21 358 para las mujeres. La renta per cápita para la localidad era de $13 718. Alrededor del 21,7 % de la población estaba por debajo del umbral de pobreza.